# Jerónimo Martins
Jerónimo Martins (nome completo Jerónimo Martins SGPS, SA) è una società di grande distribuzione portoghese con sede a Lisbona fondata nel 1792.